# Laurens Huys
Laurens Huys, né le 24 septembre 1998, est un coureur cycliste belge.

## Biographie
En 2017, Laurens Huys rejoint l'équipe espoirs de Lotto-Soudal,. Plutôt grimpeur, il obtient diverses places d'honneur en terminant notamment septième du Tour de Namur, huitième du Triptyque ardennais et dixième de Paris-Chauny.
En 2018, il s'impose au mois de mars sur le Grand Prix Alfred Gadenne, un interclub belge. Il se distingue ensuite parmi les professionnels en prenant la quatorzième place du Tour de Belgique, sous les couleurs de la sélection nationale belge. Au Tour de la Vallée d'Aoste, il se montre en montagne en terminant septième de la première étape et vingt-et-unième du classement général,. De retour en Belgique, il se classe neuvième du Tour de Namur et dixième du championnat de Belgique espoirs. 
En 2019, il se classe deuxième d'une étape et sixième du Tour de Navarre, mais également huitième du Circuit Het Nieuwsblad espoirs et neuvième de l'Internationale Wielertrofee Jong Maar Moedig. À partir du mois d'août, il rejoint l'équipe continentale professionnelle Wallonie Bruxelles en tant que stagiaire. Peu avant de commencer son stage, il s'impose aux Pays-Bas sur l'Enfer de Voerendaal (U23 Road Series), disputé sur un parcours très vallonné,, puis lors de la dernière étape du Tour de Namur, à chaque reprise en solitaire. 
Il passe professionnel en 2020 en signant chez Wallonie Bruxelles et se classe huitième du Tour de Hongrie. En avril 2021, il participe à Liège-Bastogne-Liège, où il est membre de l'échappée du jour.

## Palmarès et résultats

### Palmarès par année
- 2013
  - 2e du championnat de Wallonie sur route débutants
- 2014
  - 2e du championnat de Wallonie de cyclo-cross juniors
- 2015
  - 2e du Tour du Pays d'Olliergues
- 2016
  - 2e du championnat de Wallonie sur route juniors
- 2017
  - 1re étape du Tour of South Bohemia (contre-la-montre par équipes)
- 2018
  - Grand Prix Alfred Gadenne
  - 1re étape du Tour of South Bohemia (contre-la-montre par équipes)
- 2019
  - Enfer de Voerendaal
  - 5e étape du Tour de Namur
  - 2e du championnat de Flandre-Orientale sur route espoirs

### Résultats sur les grands tours

#### Tour d'Italie
2 participations
- 2023 : 27e
- 2025 : 109e

#### Tour d'Espagne
1 participation
- 2024 : 79e

### Classements mondiaux
| Année                                 | 2017  | 2018  | 2019  | 2020 | 2021 | 2022 | 2023 | 2024  |
| ------------------------------------- | ----- | ----- | ----- | ---- | ---- | ---- | ---- | ----- |
| Classement mondial                    | 2071e | 1656e | 2341e | 572e | 669e | 644e | 596e | 1411e |
| UCI Europe Tour                       | 1341e | 1070e | 1502e | 467e | 530e | 497e | nc   | nc    |
|                                       |       |       |       |      |      |      |      |       |
| Légende : nc = non classéSource : UCI |       |       |       |      |      |      |      |       |